# ماتوي ميدلكوب
ماتوي ميدلكوب (بالهولندية: Matwé Middelkoop) مواليد 3 سبتمبر 1983 في ليردام، هولندا، هو لاعب كرة مضرب هولندي بدأ مسيرته كمحترف سنة 2002 يلعب باليد اليمنى ويحتل حالياً المرتبة رقم. 820 (8 فبراير 2016) في تصنيف رابطة محترفي كرة المضرب. أعلى تصنيف له في الفردي كان المركز الـ 197 في سنة 2008.

## روابط خارجية
- ماتوي ميدلكوب على موقع رابطة محترفي التنس (الإنجليزية)
- ماتوي ميدلكوب على موقع الاتحاد الدولي لكرة المضرب (الإنجليزية)
- ماتوي ميدلكوب على موقع كأس ديفيز (الإنجليزية)
- ماتوي ميدلكوب على موقع خلاصة التنس.كوم (الإنجليزية)